# Denis Bourgeois
 (juillet 2017).
Si vous disposez d'ouvrages ou d'articles de référence ou si vous connaissez des sites web de qualité traitant du thème abordé ici, merci de compléter l'article en donnant les références utiles à sa vérifiabilité et en les liant à la section « Notes et références ».
Denis Bourgeois est un éditeur musical et un producteur de musique français.
Il fut le directeur des Éditions Musicales Bagatelle (catalogue aujourd’hui repris par les Éditions Sidonie). Durant les années 1960, il fut notamment, chez Philips, le premier directeur artistique de Serge Gainsbourg et de France Gall. On lui doit une diversité de productions musicales inventives comme le dernier 45 tours (Single) enregistré par Jean Gabin en 1974 : Maintenant je sais, paroles de Jean-Loup Dabadie et musique de Philip Green. Il a aussi été l'heureux producteur du tube Célimène de David Martial, chanteur antillais de l'agence artistique de Christian Brunet fin des années 1970.